# Zeitlarn
Zeitlarn é um município da Alemanha, situado no distrito de Ratisbona, no estado da Baviera. Tem 16,11 km² de área, e sua população em 2019 foi estimada em 5.867 habitantes.